# Castell'Arquato
Castell'Arquato est une commune italienne de la province de Plaisance dans la région Émilie-Romagne en Italie.

## Géographie
Castell'Arquato (prononciation italienne : [kaˌstɛllarˈkwaːto] ; en émilien Castél Arquä ou Castél Arcuà) est une ville italienne située sur les premières collines du Val d'Arda à environ 30 kilomètres de Plaisance et à 35 kilomètres de Parme.
Ville médiévale de structure traditionnelle qui a conservé son apparence telle qu'elle était au début du Xe siècle, la vieille ville de Castell'Arquato est située sur un haut rocher maintenant entourée par le village qui, à l'époque, était stratégiquement important pour dominer la vallée. Ses caractéristiques médiévales pittoresques ont conduit à des apparitions du bourg dans des films tels que Ladyhawke, la femme de la nuit.
Castell'Arquato se trouve également dans la zone des Colli Piacentini (Collines de Plaisance), une appellation pour la production de vin

## Administration
| Période                                  | Période | Identité | Étiquette | Qualité |
| ---------------------------------------- | ------- | -------- | --------- | ------- |
|                                          |         |          |           |         |
| Les données manquantes sont à compléter. |         |          |           |         |

### Hameaux
Bacedasco Alto, Doppi, Pallastrelli, Sant'Antonio, San Lorenzo, Vigolo Marchese

### Communes limitrophes
Alseno, Carpaneto Piacentino, Fiorenzuola d'Arda, Lugagnano Val d'Arda, Vernasca

### Jumelages
- Carry-le-Rouet (France) depuis 2017